# Panský rybník (Hodkov)
Panský rybník je rybník v Středočeském kraji. Nachází se v okrese Kutná Hora asi 0,8 kilometru jižně až jihovýchodně vzdušnou čarou od centra vesnice Hodkov (na jejím katastrálním území), asi 2 kilometry jihozápadně od vesnice Hranice, přibližně 1,5 kilometru severně od Slavošova a necelých 5 km severovýchodně od Zruče nad Sázavou. Vlaková stanice Hodkov zastávka na železniční trati č. 235 se nachází přímo na severním břehu rybníka. Od Kutné Hory je rybník vzdálen přibližně 21 kilometrů vzdušnou čarou.

## Popis a přístup

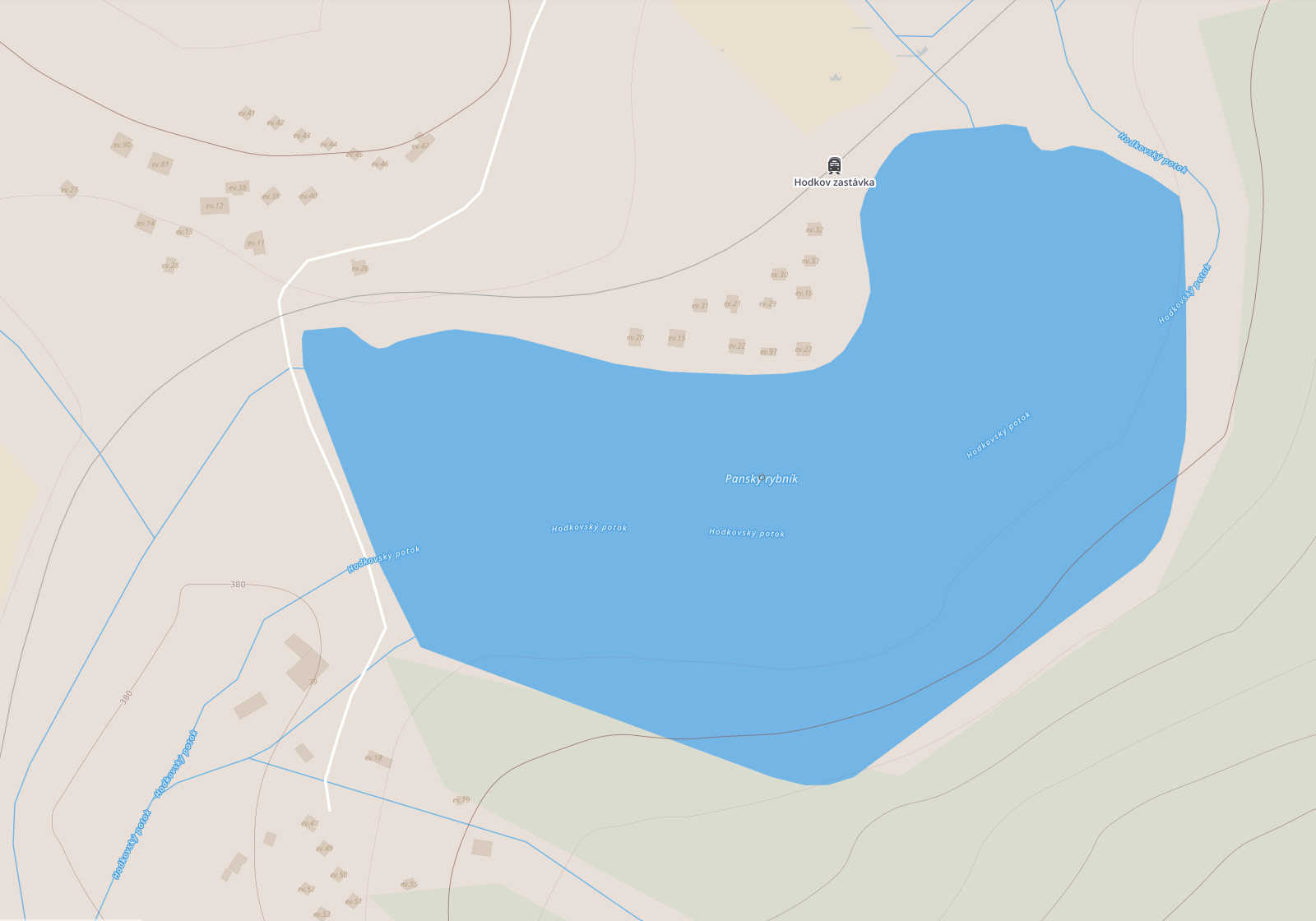
Schéma Panského rybníka u Hodkova

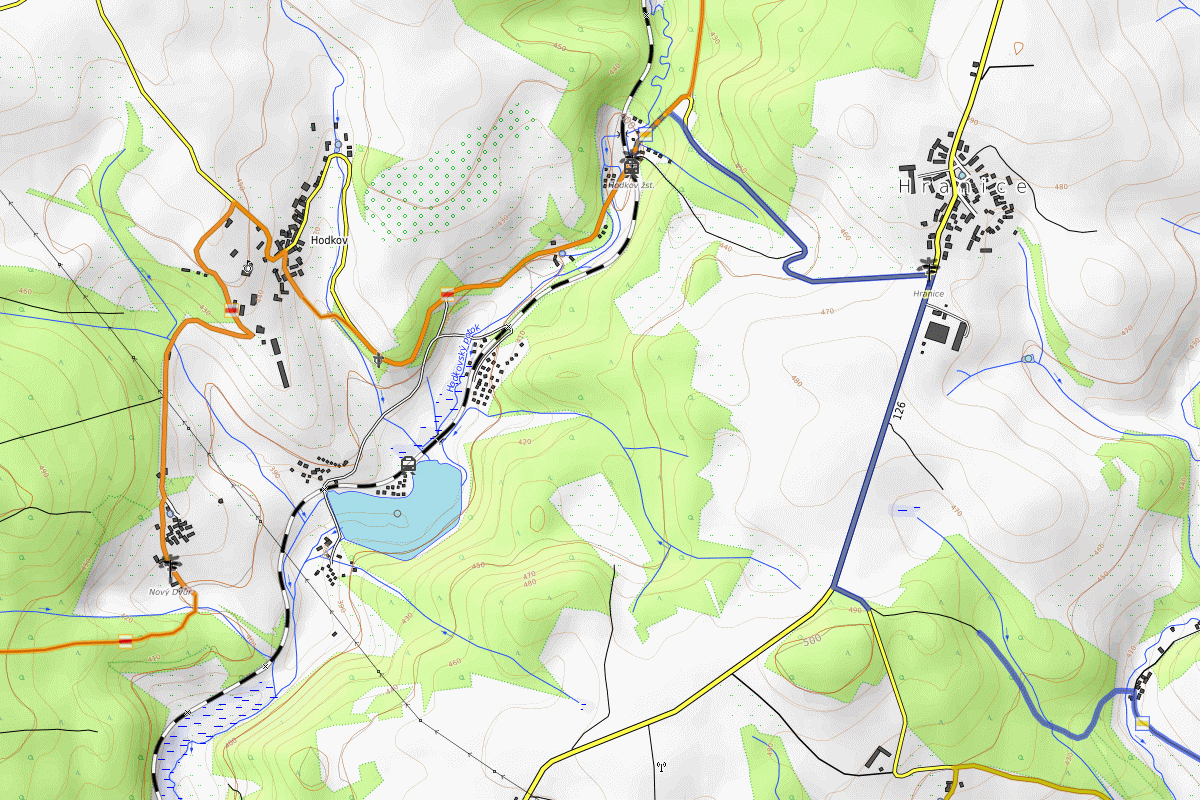
Panský rybník: přítok a odtok, cesty a vedení železnice, okolí

Rozloha rybníka je 7,6 hektarů, celkový objem činí 100 tis. m³, retenční objem je 40 tis. m³.
Leží v nadmořské výšce přibližně 380 metrů. Rybník je napájen Hodkovským potokem, na kterém leží ještě několik dalších rybníků a za železniční zastávkou obce Želivec se vlévá zprava jako největší přítok do Ostrovského potoka (ten se potom ve Zruči nad Sázavou vlévá do Sázavy.
Jedná se o největší rybník na Hodkovském potoce (i když Starý rybník u Zbraslavic je jen o 0,5 ha menší a má stejný retenční objem). Rybník má protáhlý tvar od západu k východu, mírně prohnutý do tvaru hodně širokého písmene „U“. Hráz je na západní straně a má od severu k jihu délku přibližně 140 metrů. Pod hrází je Panský Mlýn, nyní využívaný pro rekreační účely.
Přístup: ve směru od Kutné Hory a Zbraslavic po silnice II/126 až těsně za vesnici Hranice, kde se nachází odbočka vpravo na místní komunikaci směr Hodkov. Necelý kilometr za železničním přejezdem (u kterého se nachází vlaková stanice Hodkov) je úzká odbočka vlevo směr rybník. Při příjezdu po dálnici D1 sjezd na 56. kilometru (Soutice), směr Zruč nad Sázavou, opět po silnici II/126 a dále stejná odbočka před vsí Hranice. Přímo okolo rybníka nevede žádná značená turistická cesta. Nejblíže (asi kilometr severně) se nachází červená trasa pro pěší, která prochází obcí Hodkov.
Na severním břehu Panského rybníka se nachází menší chatová osada, rozdělená na dvě části. Panský rybník se proto mnoho let využíval a v omezené míře dosud využívá pro rekreační účely (ke koupání). Asi od roku 2010 je zde však zejména soukromý revír (především kapr, dále amur, jeseter, štika, candát), který rybářům nabízí nadstandardní zarybnění se zaměřením na lov trofejních ryb. Loví se systémem chyť a pusť. Pro rybolov slouží 15 lovných míst (zastřešená mola). Pro rybáře je dále k dispozici občerstvení na hrázi rybníka, prodej rybářských potřeb a hygienické zázemí. Ubytování a stravování je zajištěno v plně vybavených chatách rekreačního střediska Chaty Panský mlýn, které se rozkládá v oploceném areálu jižně od hráze rybníka. Nepravidelně se na rybníku pořádají též rybářské závody.

## Fotogalerie

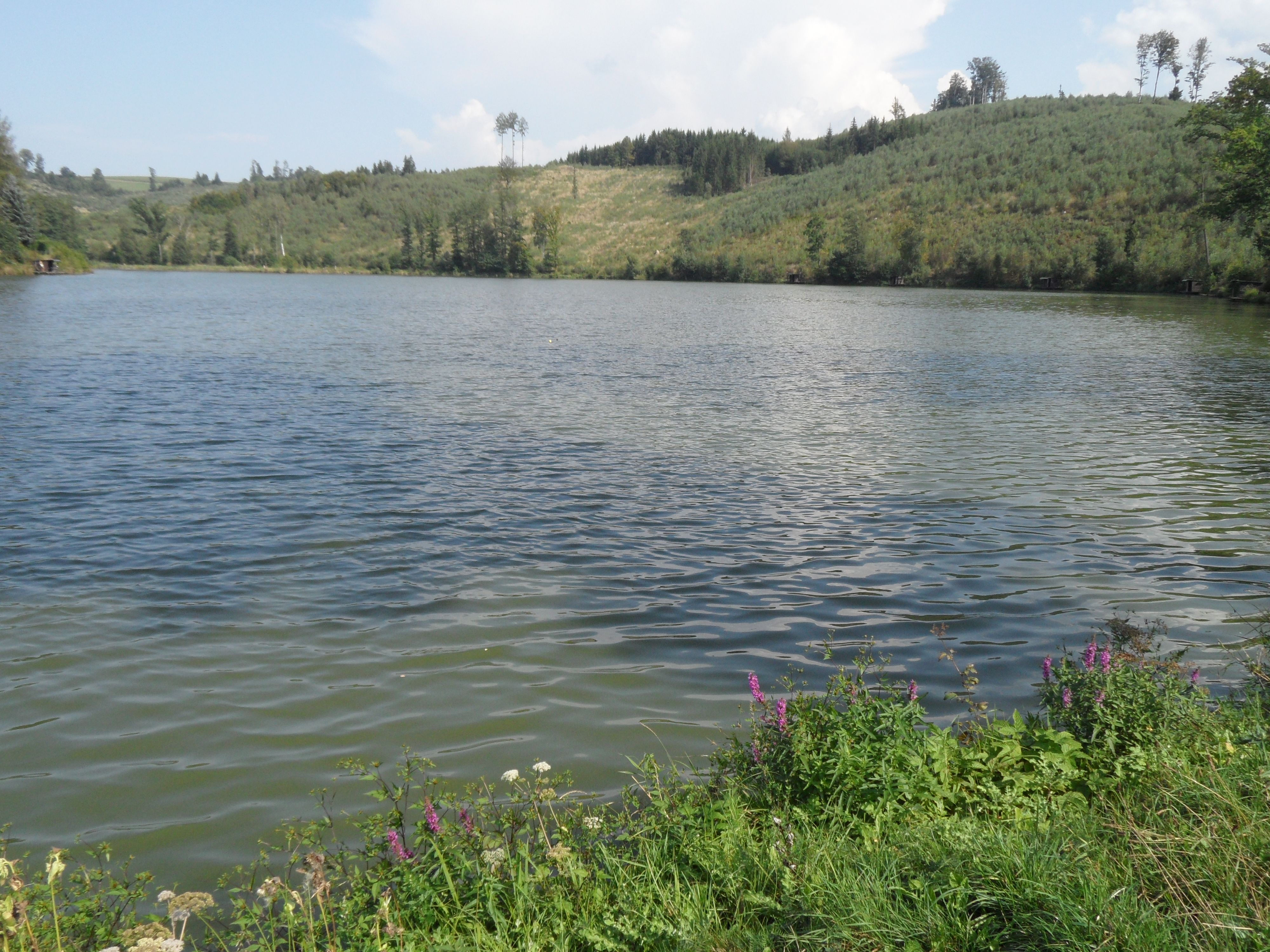
Východní břeh
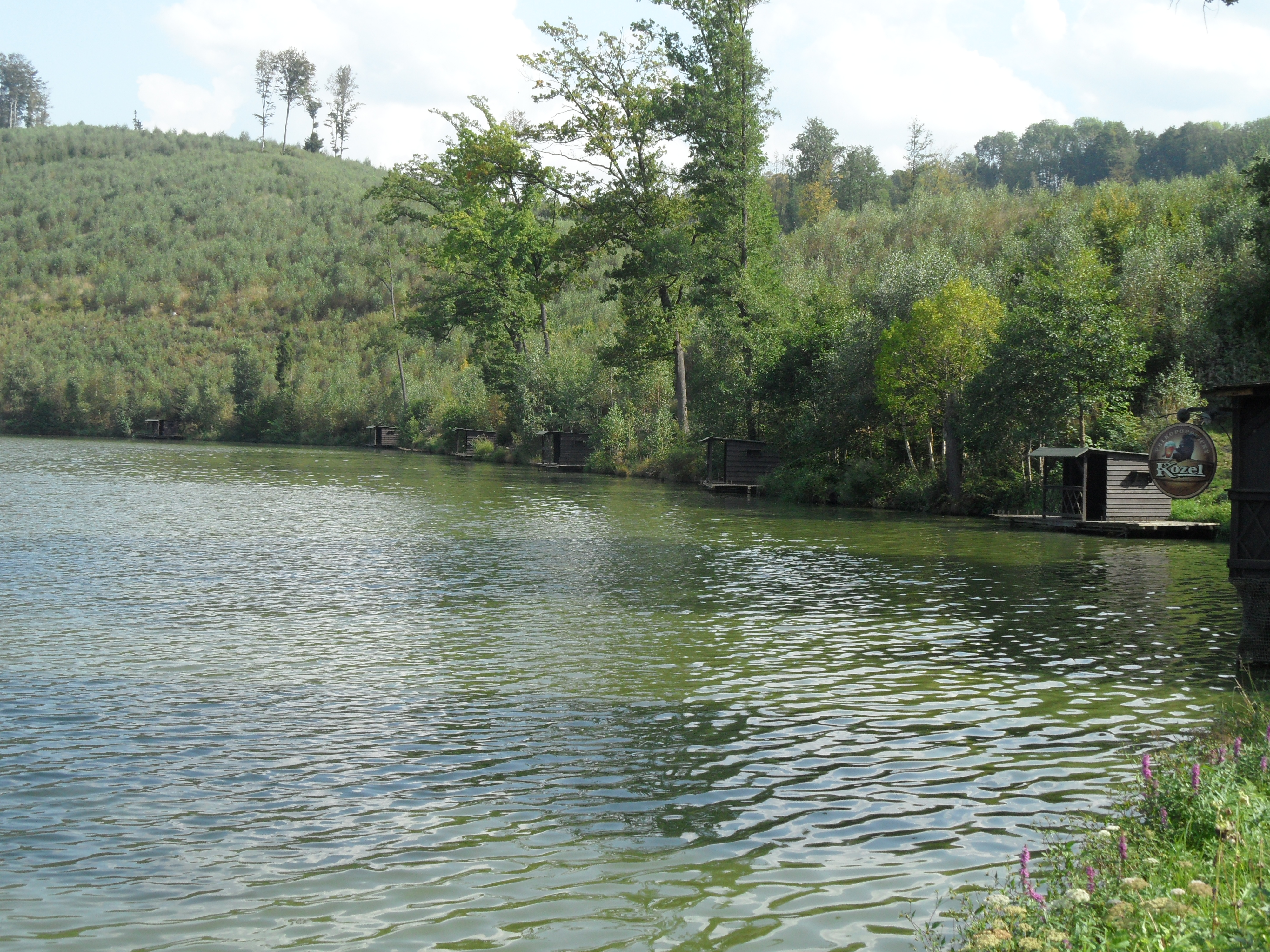
Jižní břeh a zastřešená mola
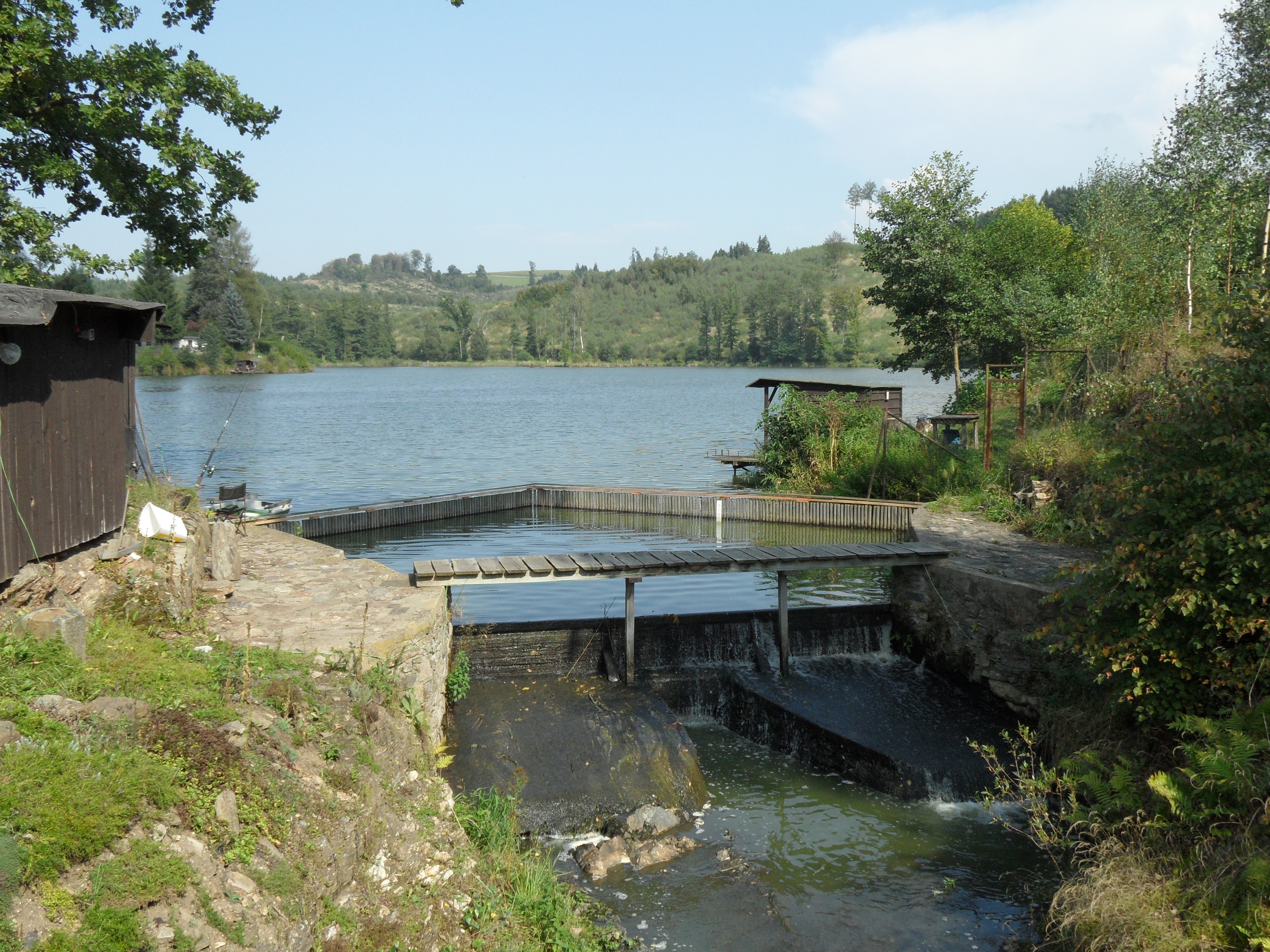
Výpusť
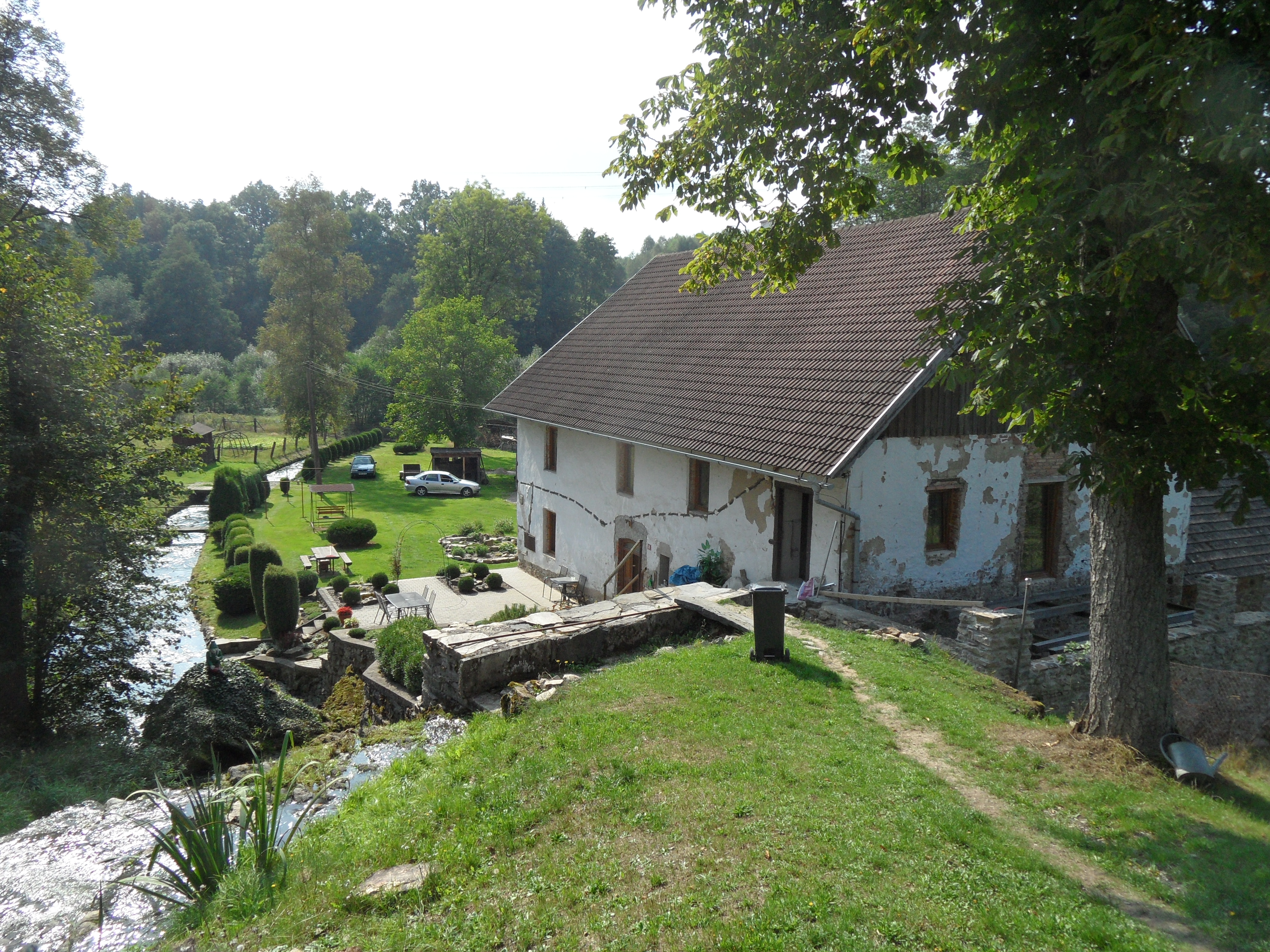
Panský mlýn
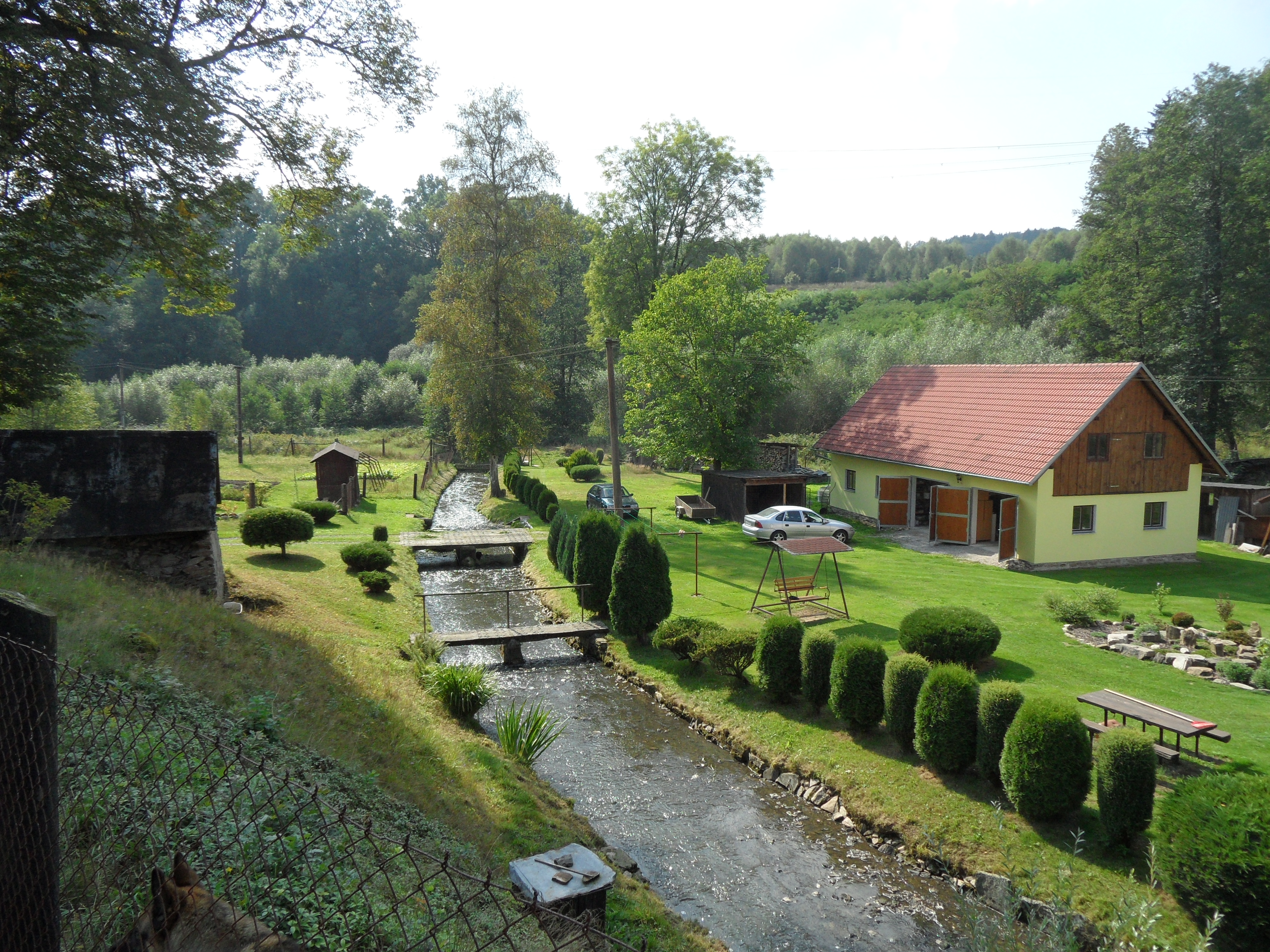
Zahrada a Hodkovský potok pod hrází